# Harrisburg (Illinois)
Harrisburg ist eine Stadt und Verwaltungssitz des Saline County im Süden des US-amerikanischen Bundesstaates Illinois. Im Jahr 2020 hatte Harrisburg 8219 Einwohner.

## Geographie
Harrisburg liegt 176 km südöstlich der Stadt St. Louis, 35 km westlich der Stadt Marion, 72 km südöstlich der Stadt Mt. Vernon und 91 km südwestlich Evansville in deren Ballungsraum und ist County Seat des Saline County.
Südlich der Stadt liegt der von Harrisburg aus verwaltete Shawnee National Forest.

## Geschichte
Die Stadt entstand 1853 als Dorf und wurde 1859 zum County Seat; 1889 wurde Harrisburg zur Stadt erhoben. Von Beginn an wurde hier Kohle abgebaut und verarbeitet, aber erst nach dem Amerikanischen Bürgerkrieg wurde dies ein wichtiger Wirtschaftszweig für das gesamte County und die industrielle Kohleförderung lockte zunehmend Arbeitskräfte nach Harrisburg. Bis heute ist die Kohleindustrie einer der größten Arbeitgeber der Stadt.
Ein Tornado zerstörte am 29. Februar 2012 weite Teile der Stadt.